# ماجد سرحان
ماجد سرحان ( ~1940 - 29 أغسطس 2001)، إعلامي وإذاعي فلسطيني، أحد أعرق كتاب ومحرري جريدة الشرق الأوسط، اشتهر بصوته المميز في هيئة الإذاعة البريطانية (هنا لندن).

## حياته المهنية
ولد ماجد سرحان في قرية حلحول في الضفة الغربية، بدأ حياته المهنية مدرسا للتاريخ واللغة الإنكليزية في مدارس عدة بالضفة الغربية والأردن، كما عمل في التلفزيون الأردني في أواخر ستينيات القرن العشرين. عمل أخيراً مذيعاً للأخبار ومقدماً للبرامج الإخبارية طوال ما يقرب من ثلاثين سنة على البي بي سي وشغل لفترة منصب مستشار التحرير في مجلة المشاهد السياسي عندما كانت تابعة للبي بي سي.

## وفاته
توفي ماجد سرحان، عن عمر يناهز الحادية والستين، في العاصمة البريطانية لندن بعد صراع مع المرض دام عامين ودفن في تراب وطنه بناء على وصيته، حيث جرت مراسم التشييع في موكب كبير شارك فيه الآلاف من ذوي الفقيد وأقاربه وأصدقائه وأهالي بلدته والمدن والقرى الفلسطينية المجاورة، وسط حضور رسمي من جانب مسؤولي السلطة الفلسطينية في منطقة الخليل ورجال الشرطة والأمن الوقائي التابعين للسلطة الفلسطينية.